# Ospel

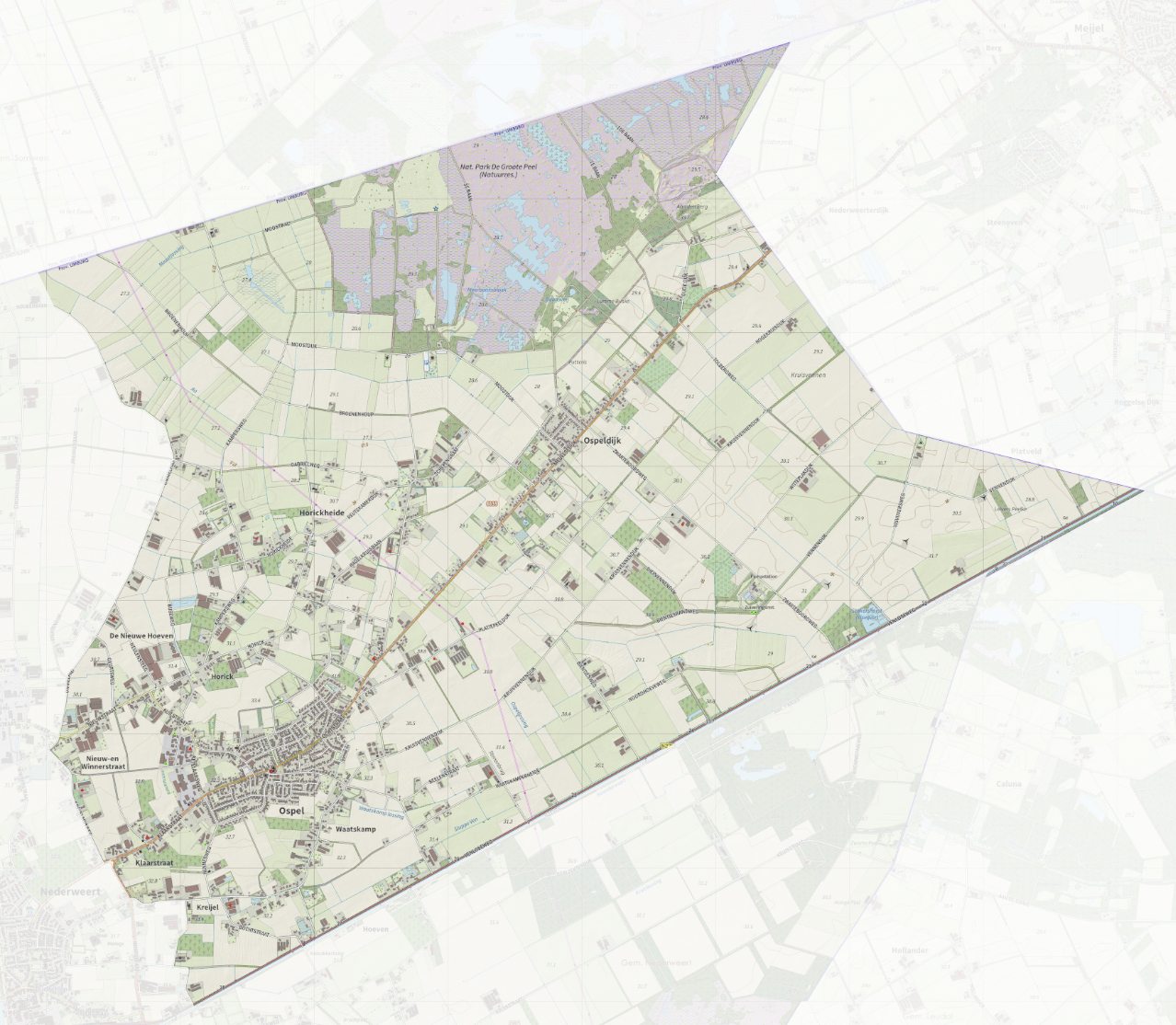
Kaart van Ospel, inclusief Ospeldijk (2022)

Ospel (Limburgs: D'Oospel) is een  een kerkdorp binnen de gemeente Nederweert, in het midden van de provincie Limburg. Het dorp had 4.165 inwoners op 1 januari 2023. Ospel ligt tussen de plaatsen Nederweert en Meijel, nabij het Nationaal Park De Groote Peel. Ook ligt het dorp dicht bij de stad Weert. Het behoort dan ook onder het verzorgingsgebied van deze stad.

## Geschiedenis
Ospel heeft zijn ontstaan te danken aan de veenexploitatie. Het is gelegen op hoge, zanderige grond, die als een schiereiland in de enorme Peelmoerassen uitstak. De naam Ospel is afkomstig van het woord Espelo hetgeen Espenbos betekent. Hier lag vroeger een Espenbos (Ratelpopulier) en dit woord is verbasterd naar Ospel. (hiervan zijn meer voorbeelden van in Nederland). Reeds in 1840 was Ospel een buurtschap met 176 inwoners. In 1864 werd de parochie gesticht, en groeide Ospel uit tot een dorp dat ook voorzieningen bood aan de bewoners van nabijgelegen buurtschappen.

### School
Een school was er vanouds in Nederweert. In de buurtschap Kreijel was sinds 1829 sprake van een primitief schooltje. In 1861 kwam er een openbare lagere school in Ospel. In 1948 werd deze school omgezet in een bijzondere school welke de naam Heilig Hartschool kreeg. In 1910 werd ook een meisjesschool annex bewaarschool (Sint-Annaschool) en een klooster (het Sint-Annaklooster) opgericht. De zusters waren Franciscanessen, afkomstig uit Heythuysen. De laatste zuster vertrok in 1959. Het klooster werd toen verbouwd tot gemeenschapshuis. Beide scholen werden in 1985 basisscholen. De kleuters werden toen over beide scholen verdeeld. In 1993 fuseerden de Heilig Hartschool en de Sint-Annaschool tot basisschool De Schrank.

## Bezienswaardigheden
- De neogotische R.K. Kerk Onze-Lieve-Vrouw-Onbevlekt-Ontvangenkerk dateert uit 1866-1867 en werd ontworpen door Pierre Cuypers. Op het kerkhof bij de kerk staat een Heilig Hartbeeld van Albert Verschuuren.
- De Onze-Lieve-Vrouw-van-Altijddurende-Bijstandkapel, aan Klaarstraatzijweg 1.
- In het dorp bevindt zich een beltmolen uit 1870 met de naam De Korenbloem, die in 1990 geheel gerestaureerd is.

## Natuur en landschap
Ospel ligt in een zandig gebied op een hoogte van ongeveer 33 meter. Vooral in oostelijke richtingen vindt men uitgestrekte ontginningen. De Noordervaart is de belangrijkste waterloop. Daarnaast zijn er enkele ontwateringskanaaltjes (Waatskamplossing, Ospellossing, Kruislossing). Natuurgebieden met bos, vennen en heiderestanten zijn De Zoom, Kruisvennen, en Groote Moost.

## Evenementen
Sinds 1986 vindt in Ospel jaarlijks het tweedaagse bluesfestival Moulin Blues plaats.
Sinds 2013 is er na circa 20 jaar weer een wielerronde in Ospel verreden, genaamd de EPO - Tour d'Oospel. In 2018 werd de naam omgedoopt naar Global - Tour d'Oospel.

## Nabijgelegen kernen
Budschop, Nederweert-Eind, Ospeldijk, Beringe, Meijel, Someren
| Someren-Eind |              | Heusden |  | Ospeldijk en (Meijel) |
|              |              |         |  |                       |
|              | (Heythuysen) |         |  |                       |
|              |              |         |  |                       |
| Budschop     |              |         |  | Nederweert-Eind       |

## Foto's

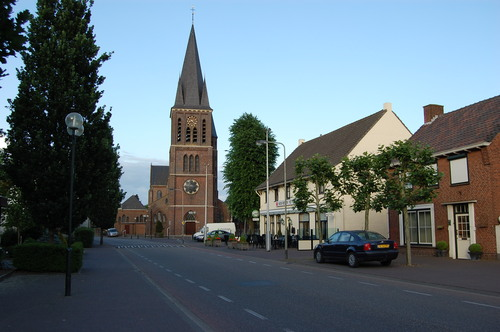
Het dorpsaanzicht van Ospel